# Nabta Playa
Nabta Playa est un site archéologique de Haute-Égypte, situé à l'ouest d'Abou Simbel, qui fut occupé à partir du IXe millénaire av. J.-C. par une population qui pratiquait la céramique, la chasse, la cueillette du sorgho, parmi d'autres céréales et légumineuses sauvages, et un peu d'élevage en fin de période,.
La région compte un grand nombre de sites similaires. Les monuments de pierres accumulées et assemblées selon des dispositions caractéristiques, parfois mégalithiques, sont des centaines dans les massifs sahariens, réalisés à une époque de « Sahara vert » (Subpluvial néolithique).
En 2018, on ne sait toujours pas d'où la population de Nabta Playa provenait, faute d'indices concomitants. L'étude de ce site pose de nombreuses questions archéologiques.

## Toponymie
La première partie du nom, « Nabta », vient de celui d'une montagne toute proche (Djebel Nabta). La seconde partie, « playa », signifie plage en espagnol.

## Situation

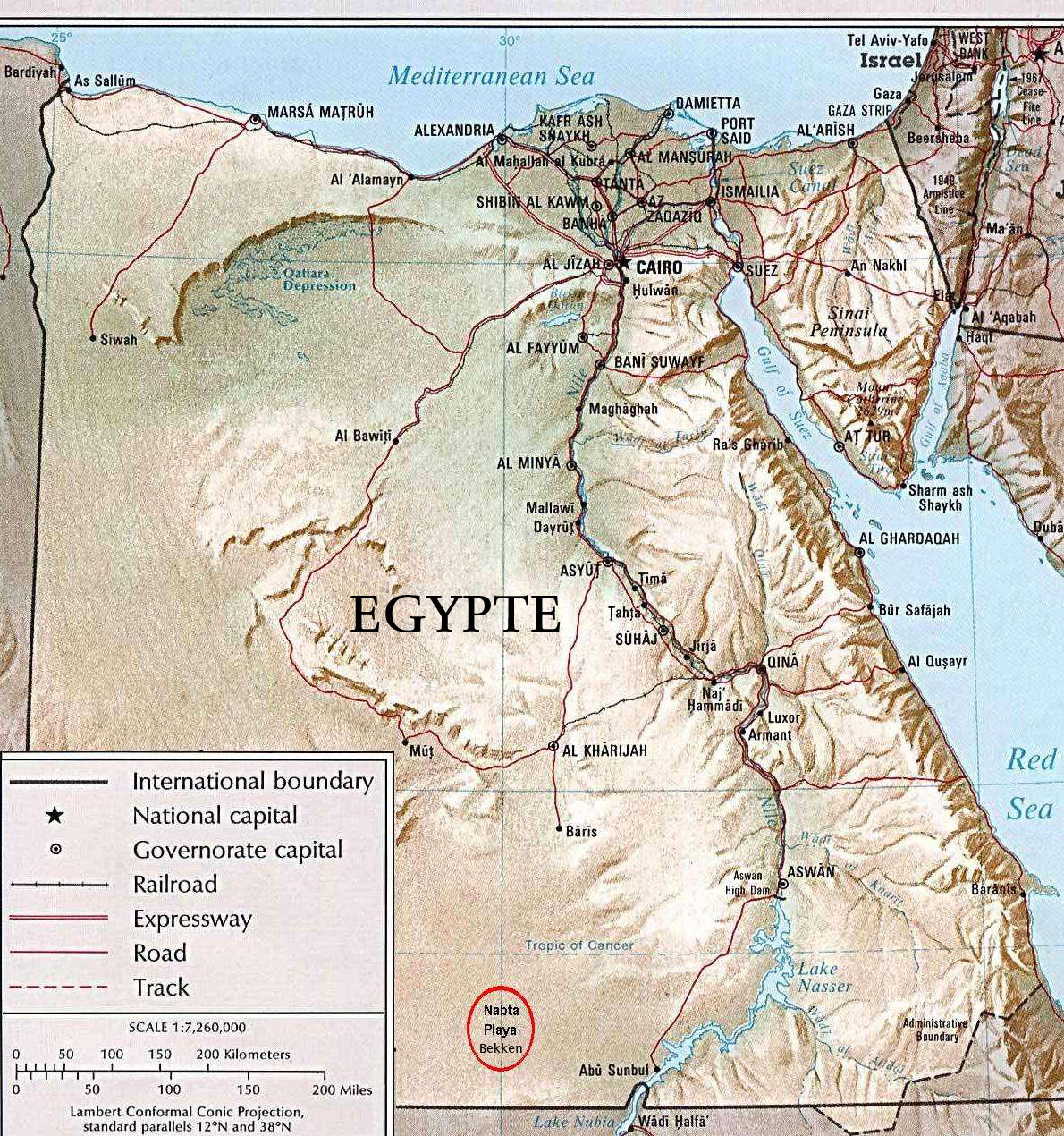
Localisation en bas et au centre de la carte

Nabta Playa est situé dans le sud de l'Égypte (en Haute-Égypte), à 100 km à l’ouest d’Abou Simbel. Ce site, qui occupe une dépression située en plein désert de Nubie (partie orientale du Sahara) semble avoir été occupé du IXe au Ier millénaire av. J.-C. Il se trouve sur l'ancienne piste caravanière qui reliait Abou Simbel à Bir Kiseiba (en), et au-delà.
L'ancienne oasis de Bir Kiseiba se trouve dans la même dépression que Nabta Playa et les deux sites sont reconnus comme appartenant à la même culture. Au Ve millénaire, tout l'espace de la Nubie est considéré comme un même territoire culturel qui inclut la vallée du Nil, de la Première à la Quatrième cataracte, avec les zones (actuellement désertiques) environnantes, dont Nabta-Kiseiba. Nabta Playa, tout comme Bir Kiseiba, situé entre 150 et 190 m d'altitude, présente des plages fossilisées de sables fluviaux, qui attestent la présence d'anciens niveaux aquatiques, dont la hauteur variait beaucoup d'une période humide à une période aride.
Le site, bien conservé par les conditions du climat désertique, offre un grand intérêt pour plusieurs disciplines : anthropologie, archéologie, préhistoire, égyptologie, agriculture, etc.

## Fluctuations climatiques

### Anciennes fluctuations
Le climat passé explique l'implantation de cette population préhistorique. Alors qu'aujourd'hui le désert occidental égyptien est tout à fait aride, ce ne fut pas toujours le cas dans le passé. L'étude paléoclimatique du Sahara montre qu'il y eut plusieurs épisodes humides (jusqu'à 500 mm de pluie annuelle), l'une d'elles se situant au cours de la dernière période interglaciaire et glaciaire, entre 130 000 et 70 000 ans avant le présent (AP). À ce moment, on devait rencontrer dans cette région une savane qui abritait une faune nombreuse, telle que des bovidés et de grandes girafes, ou encore certaines variétés d'antilopes et de gazelles. La phase finale du Pléistocène (18 000 - 11 700 ans AP) fut en revanche très aride.

### Holocène
Avec l'Holocène, les pluies d'Afrique tropicale commencèrent à remonter vers le Nord. C'est alors le « Grand humide » du Sahara (9700 - 6500 AEC). Une estimation de 150-100 mm de pluie annuelle a été avancée pour cette période. On vit alors réapparaître une steppe semi-aride, composée d'herbe sahélienne, d'arbres et de buissons. L'eau s'accumulait dans certaines dépressions, formant des lacs temporaires, principalement au pied des zones montagneuses.

## Présentation du site
Nabta Playa a probablement commencé à être utilisé comme un centre cérémoniel régional vers 6100 - 5600 AEC, lorsque des groupes résidant dans d'autres bassins voisins s'y sont réunis à des fins cérémonielles et autres, pendant la saison humide d'été, lorsque la « playa » était à son apogée. Ce rassemblement a eu lieu sur une dune, le long de la rive nord-ouest de la « playa » où se trouvent des centaines de foyers et plus de deux mètres de débris culturels accumulés.
Les archéologues Fred Wendorf et Romuald Schild ont déterminé que des populations humaines furent présentes pendant plus de 5000 ans, d'environ 7500 à 2500 AEC. Toutefois, la majorité de l'occupation s'est faite entre 4500 et 2500.
Ce site possède un important champ mégalithique, daté de 4500 - 4000 AEC, qui a beaucoup fait pour sa célébrité, car il serait à orientation astronomique. D'autres monuments mégalithiques circulaires à orientation astronomique peuvent lui être comparés : le cercle de Goseck (en terre), en Allemagne, datant de 4800, et le célèbre cromlech de Stonehenge, Wiltshire, en Grand-Bretagne, datant de 2800 AEC.

## Chronologie

### Pré-Néolithique
Une population vint progressivement s'établir à Nabta Playa entre 9000 et 7000 AEC. Les premiers établissements étaient composés de petits camps saisonniers qui pratiquaient la céramique. La poterie est très rare sur ce site mais elle est remarquable. Elle est décorée sur tout l'extérieur avec des motifs d'impression complexes appliqués avec un peigne dans un mouvement de bascule. On remarque des similitudes entre les poteries nubiennes de Nabta Playa et celles de Khartoum (poterie rouge à bord noir, à décor ondulé).
Un optimum climatique, constituant en même temps l'épisode le plus humide de l'Holocène, a été atteint au cours des phases du El Nabta (vers 7050 – 6700 AEC) et d'Al Jerar (vers 6500 – 6100 AEC). Dès le VIIe millénaire av. J.-C. des silos souterrains contenaient du sorgho sauvage. Les chercheurs américains de l'équipe de Fred Wendorf ont pu mettre en évidence un stockage intensif de sorgho sauvage (sorghum bicolor), ce qui pourrait être la trace d'une forme de proto-agriculture, ou plus simplement, un mode de subsistance fondé, en partie, sur la collecte intensive de ces plantes sauvages, comme cela est attesté au Natoufien du Levant. La chasse et la cueillette demeurent prédominantes jusque vers 5400 AEC.
Au début du VIe millénaire, un changement climatique dans le Sahara oriental, lié au déplacement progressif du front de mousson vers le Sud, diminua fortement les pluies. Toutes les activités de subsistance furent touchées : chasse, pêche, collectes et pâturages. Les animaux trouvaient eau et pâtures tant que les lacs alimentés par les passages pluvieux ou par des nappes artésiennes jaillissantes (lorsque leur niveau piézométrique dépasse le niveau du sol) n'étaient pas épuisés. Ensuite le groupe repartait vers un autre site favorable.
Les habitants de Nabta Playa établirent des camps qui n'étaient utilisés que pendant une partie de l'année. Aux environs de 6000, un changement intervint lorsque ces populations se mirent à creuser des puits, ce qui leur permit d'y séjourner toute l'année, et notamment pendant l'hiver, la saison sèche. Leurs établissements purent également s'agrandir, certains des plus grands comptant jusqu'à dix-huit ou vingt huttes massives, rondes ou ovales, produites par empilement de grandes pierres. Leur disposition, à peu près en ligne, délimitait un espace de circulation.

### Néolithique
Après une nouvelle période très sèche (de 4700 à 4500 AEC), le retour de la pluie amena d'autres populations. Les tumulus avec restes de bovins, dont certains désarticulés, y compris une jeune vache, qui ont été trouvés à Nabta Playa, illustrent l'importance sociologique et probablement aussi religieuse des bovins vers 5400, au début de la période néolithique. Ces sépultures d'animaux sont les premiers exemples d'une tradition qui devait se poursuivre pendant plusieurs centaines d'années, jusque dans la période dynastique primitive (Flores 2003). L'élevage de bovins, cependant, jouait encore un rôle mineur dans la stratégie de subsistance. Les animaux sauvages sont restés la principale source de protéines. Le matériel de chasse, en particulier les pointes de flèches, était toujours la principale composante des industries lithiques (Riemer 2007).
Des indices très forts semblent indiquer que ces nouvelles populations avaient un système social qui impliquait un niveau d'organisation supérieur, qu'on ne rencontre pas jusqu'alors en Égypte.
Il a fallu attendre une modification drastique du climat, à partir de 3900 AEC, pour que ces populations ne trouvent plus assez de ressources dans la chasse et la collecte, sur les anciennes marges du Sahara en cours d'aridification, et se trouvent contraintes de se concentrer sur les ressources de la vallée du Nil, avec une agriculture intensive et bientôt une hiérarchie sociale naissante.

## Le cercle de pierres orientées

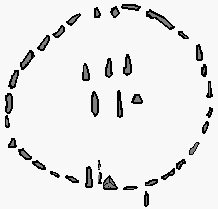
le cercle mégalithique à Nabta, au moment de son relevé en 1992. Tout l'espace alentour est jonché de ces pierres mêlées au sable.

Ce monument supposé cérémoniel est impressionnant, même s'il n'est pas très grand (environ 4 mètres de diamètre - voir photo et plan). Il consiste en une série de blocs de pierres de grès arrangés en cercle, certaines atteignant deux mètres de hauteur. Sur le cercle, on peut distinguer quatre couples de pierres plus grandes formant comme des « portes ». À l'intérieur du cercle, on rencontre deux rangées de pierres, dont la fonction astronomique, s'il y en avait une, n'est pas évidente. Quant aux « portes », deux d'entre-elles, en vis à vis, sont sur une ligne Nord-Sud. Les deux autres paires forment une ligne à 70° à l'Est-Nord-Est, qui s'aligne avec la position calculée du lever du soleil au solstice d'été il y a 6000 ans, époque où cela semble avoir été construit : des charbons de bois provenant de l'un des nombreux foyers autour du "calendrier" datent d'environ 4800 ans AEC (6800 AP +/- 60 ans, CAMS - 17287). Le solstice d'été correspond aussi au début de la saison des pluies dans le désert. Mais l'âge exact de ce cercle n'est pas connu avec certitude.

## Un centre cérémoniel
En plus de divers lieux d'habitations retrouvés à Nabta Playa, on a découvert un nombre important de dispositifs monumentaux. Vu le grand nombre de mégalithes présents dans ce lieu, on pense qu'il a pu être un centre cérémoniel régional. Trois ensembles, en dehors du cercle de pierres déjà analysé ci-dessus, peuvent être distingués :
- un premier, constitué de huit tumulus recouverts de pierres, contenant des restes de bœufs, chèvres, gazelles et d'humains ; l'un d'eux contenait même un veau entier, enterré dans une chambre souterraine. Ces restes dateraient du Néolithique, vers 5400 AEC[21].

- un deuxième ensemble, comprenant quatre « structures complexes » constituées de trente stèles ou menhirs, sur 500 m de long et 200 m de large, sur un vestige de plage à environ un kilomètre au sud du grand ensemble de tumulus. Il s'agit de groupes de grands blocs de grès allongés, grossièrement taillés ou non, dressés pour encadrer, chaque fois, une zone ovale d'environ cinq mètres de long et quatre mètres de large, légèrement orientée au Nord-nord-ouest. Au centre de cet ovale, il y a une, parfois deux, très grandes dalles posées horizontalement. Deux de ces structures ont été fouillées, une troisième a été sondée et des trous de forage ont été creusés dans deux autres. Ces structures sont fondamentalement similaires. Elles ont été construites sur des dalles en forme de champignon, dont le sommet était profondément enfoui (de deux à trois mètres et demi sous la surface) dans de lourdes argiles et limons de la plage. Ces dalles sont des quartzites à lentilles provenant du substrat rocheux sous-jacent, et qui ont été façonnées par l'érosion des sédiments environnants plus mous avant le dépôt des sédiments de la « plage » (playa) sus-jacents. La façon dont la population de Nabta a réussi à trouver ces dalles profondément enfouies sous la surface n'est pas claire, mais cela peut être dû au hasard, lors de du creusement d'un puits[10].

La fouille de la plus grande de ces structures complexes a révélé qu'avant l'érection des pierres verticales, une grande fosse d'environ six mètres de diamètre et quatre mètres de profondeur avait été creusée. Après diverses opérations, la dalle a été recouverte d'argile provenant de la « plage », jusqu'à 50 cm au dessus de la dalle. Ensuite un énorme rocher (environ 2,5 tonnes), soigneusement façonné, a été amené et maintenu en position par plusieurs petites dalles. La base de la pierre façonnée était à 2,5 mètres sous la surface finale. Les sculpteurs ont utilisé la structure naturelle de la roche pour obtenir une large surface incurvée qu'ils ont lissée.
Ces ensembles constituent quatre grands champs de stèles, et remonteraient au Néolithique final (3500 à 2500 AEC). La construction de ces structures très importantes (plusieurs tonnes) a certainement nécessité des efforts très importants, ce qui ne s'expliquerait, probablement, que s'il avait existé une autorité, religieuse et politique, disposant de ressources humaines en grand nombre.
- le troisième ensemble est formé de mégalithes alignés ; il a été identifié dès les premières années de recherche (1974-77) par le groupe dirigé par Fred Wendorf, connu alors sous la désignation d'« Expédition Combinée Préhistorique » (CPE)[22]. Il y est décrit trois alignements de mégalithes dressés, qui s'étirent dans la partie nord de Nabta Playa. La plupart de ces pierres ont été taillées en formes plus ou moins rectangulaires ou ovales, et orientées face au nord. Un de ces alignements est composé de 9 blocs monumentaux en grès quartzitique, en moyenne de 3 x 2 x 0,5 m[10], et allant jusqu'à 4 x 3 m[11], placées verticalement à environ 100 m de distance. Le paléoastronome J. M. Malville a calculé que cette ligne de mégalithes, de 600 mètres de long, divisée en fait en trois sous-lignes, était dirigée vers le point du ciel où se levait entre 4700 et 4000 l'étoile la plus brillante de la Grande Ourse, Arcturus.[Interprétation personnelle ?]

Plusieurs autres alignements de mégalithes ont été repérés au sud de l'alignement principal. L'un est un double alignement de pierres, de 250 mètres de long, pointant (au moment du solstice) vers les étoiles les plus brillantes de la ceinture d'Orion. Celui le plus au Sud pointe quant à lui vers l'endroit du lever héliaque de Sirius (α Canis Majoris).
Comme la population de Nabta Playa devait retourner vers la vallée du Nil au moment de la saison sèche, et vu le caractère hautement socialisé de ce groupe, on peut se demander s'il n'aurait pas pu être à l'origine de la période prédynastique et des premières dynasties pharaoniques, ou du moins y contribuer. Cette question reste ouverte.

## Le site archéologique en danger et son sauvetage
Fred Wendorf rapporte lors de la découverte du site en 1973 :
« Le site a été découvert par un groupe de scientifiques que je dirigeais alors que j'étais professeur d'anthropologie à la Southern Methodist University du Texas. L'équipe avait fait un arrêt après un trajet éprouvant en passant la frontière libyenne en direction du Nil. Chacun s'occupait de ses petites affaires, lorsque nous vîmes des tessons de poterie et divers autres artefacts. »
Pendant plusieurs années, Fred Wendorf et son collègue Romuald Schild retournèrent à Nabta Playa, notamment pour prendre les premières photographies des lieux.
Au début des années 2000, plusieurs archéologues, passant le long du site, remarquèrent que ces lieux n'étaient en rien protégés, ni par une clôture ni au moins par des panneaux. Après les événements de 1997 à Deir el-Bahari en Égypte, les touristes recommencèrent à circuler dans le désert du sud, surtout depuis l'ouverture de la nouvelle route vers Uweinat ; certains groupes se sont arrêtés à cet endroit, mettant en danger ces fragiles monuments. L'« Expédition Combinée Préhistorique » fut contactée pour donner son avis quant à la protection du site, et après avoir appris que l'on pourrait en « démonter » certaines parties, Robert Bauval, auteur de plusieurs livres sur l'histoire alternative de l'Égypte entama une campagne auprès de l'UNESCO et des autorités égyptiennes.
Romuald Schild, directeur de l'expédition de 1999 à 2007, et le Conseil suprême des antiquités égyptiennes décidèrent alors qu'une action immédiate et drastique était nécessaire, en particulier pour le cercle de pierres. Tout le monument fut démonté et emporté au musée de la Nubie à Assouan.
Romuald Schild décrit l'opération de sauvetage :
« La réinterprétation de nos découvertes par MM. T. Brophy (astrophysicien) et R. Bauval en 2002 amena à Nabta Playa des groupes de touristes venus illégalement sur le site pour exercer leur religion du « Nouvel Âge ». Ces groupes de touristes commencèrent la destruction systématique et massive des monuments, notamment en reconstruisant le calendrier sur des bases non scientifiques. Il était impossible au Conseil suprême des Antiquités de maintenir sur place une garde permanente dans cette partie totalement désertique de l'Égypte. Le calendrier et une série de mégalithes furent enlevés le 18 février 2008 en ma présence, de même qu'en la présence de membres de l'expédition et d'un Comité spécial des Antiquités dirigé par M. Atia Radwan, sous-secrétaire d'État de la Haute Égypte. Le démontage a été entièrement filmé et photographié. Les antiquités furent chargées sur un camion et transportées sous escorte policière au musée de la Nubie. Le Dr. Osama Abdel Meguid, directeur du musée d'Assouan, a décidé de réédifier les pierres dans le jardin du musée, où on peut retrouver aujourd'hui la structure du calendrier et certains mégalithes. »
Le monument sur le site fut remplacé par une réplique, qui marque la position originale du cercle de pierres.
Toutes les pierres furent inventoriées au moment de leur arrivée au musée ; une nouvelle analyse a montré qu'il n'y avait pas trois mais bien cinq paires de pierres dans le centre du cercle. C'est cette disposition que l'on voit aujourd'hui dans la reconstruction faite au musée.